# Bitwa nad Boyne
Bitwa nad Boyne – starcie zbrojne, które było punktem zwrotnym w działaniach Wilhelma III Orańskiego w Irlandii przeciwko zdetronizowanemu królowi Jakubowi II Stuartowi. Bitwa miała miejsce 11 lipca 1690 (1 lipca według używanego wtedy w Anglii kalendarza juliańskiego) tuż za miastem Drogheda na wschodnim wybrzeżu Irlandii.
W brytyjskiej tradycji bitwa ta stanowiła część tzw. wojny Wilhelma w Irlandii, zwanej też wojną dwóch królów. Dla świata cała ta wojna stanowiła element składowy wojny palatynackiej.

## Bitwa religijna?
Bitwa nad rzeką Boyne była decydującym starciem w walce Jakuba, próbującego odzyskać trony w Anglii i Szkocji, jednak głównie jest pamiętana jako starcie pomiędzy anglikańskimi protestantami i katolikami w Irlandii. Obie armie były jednak pod względem religijnym mieszane, przede wszystkim po stronie Wilhelma walczyła gwardia złożona z holenderskich katolików. Wojna w Irlandii była początkiem długotrwałych wysiłków stronników Jakuba (Jakobitów) mających na celu restaurację dynastii Stuartów na brytyjskim tronie. Podczas gdy większość irlandzkich Jakobitów była rzeczywiście katolikami, wielu angielskich i szkockich Jakobitów było protestantami i motywowało swój udział w bitwie przywiązaniem do legalnej dynastii. Ponadto wiele francuskich regimentów wspierających Jakobitów składało się z niemieckich protestantów. W europejskim kontekście bitwa ta była jedynie częścią skomplikowanego politycznego, dynastycznego i strategicznego konfliktu. Z irlandzkiego punktu widzenia bitwa miała charakter narodowy (a religijny o tyle, że każdy Irlandczyk był katolikiem). Dla irlandzkich Jakobitów wojna była walką o niepodległość Irlandii, religijną tolerancję dla katolicyzmu oraz o odzyskanie utraconych majątków. Irlandzkie wyższe klasy utraciły większość swych posiadłości za czasów Cromwella. Utracili prawo wyznawania swojej religii oraz prawo do zasiadania w irlandzkim parlamencie. Dla nich panowanie katolickiego króla Jakuba było środkiem do odzyskania swych praw i majątków oraz zabezpieczeniem autonomii Irlandii od angielskiego parlamentu. W momencie bitwy irlandzcy Jakobici kontrolowali całą Irlandię oprócz Ulsteru. Zwolennicy Wilhelma Orańskiego w Irlandii (Wilhelmici) byli za utrzymaniem protestantyzmu i brytyjskiego panowania w Irlandii. To było oczywiste, gdyż wszyscy oni byli protestanckimi osadnikami pochodzącymi z Anglii i Szkocji. Zamieszkiwali przeważnie północną prowincję zwaną Ulsterem. Obawiali się o swoje życie i majątki, a w szczególności, że mogą powtórzyć się wydarzenia z czasów tzw. Irlandzkiej Rebelii z 1641 roku, kiedy doszło do masowych mordów na protestantach. Z tych powodów protestanccy osadnicy masowo wsparli Wilhelma Orańskiego.

## Armie

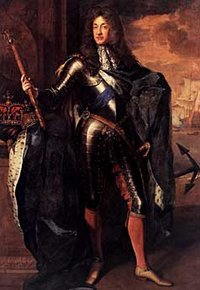
Jakub II Stuart

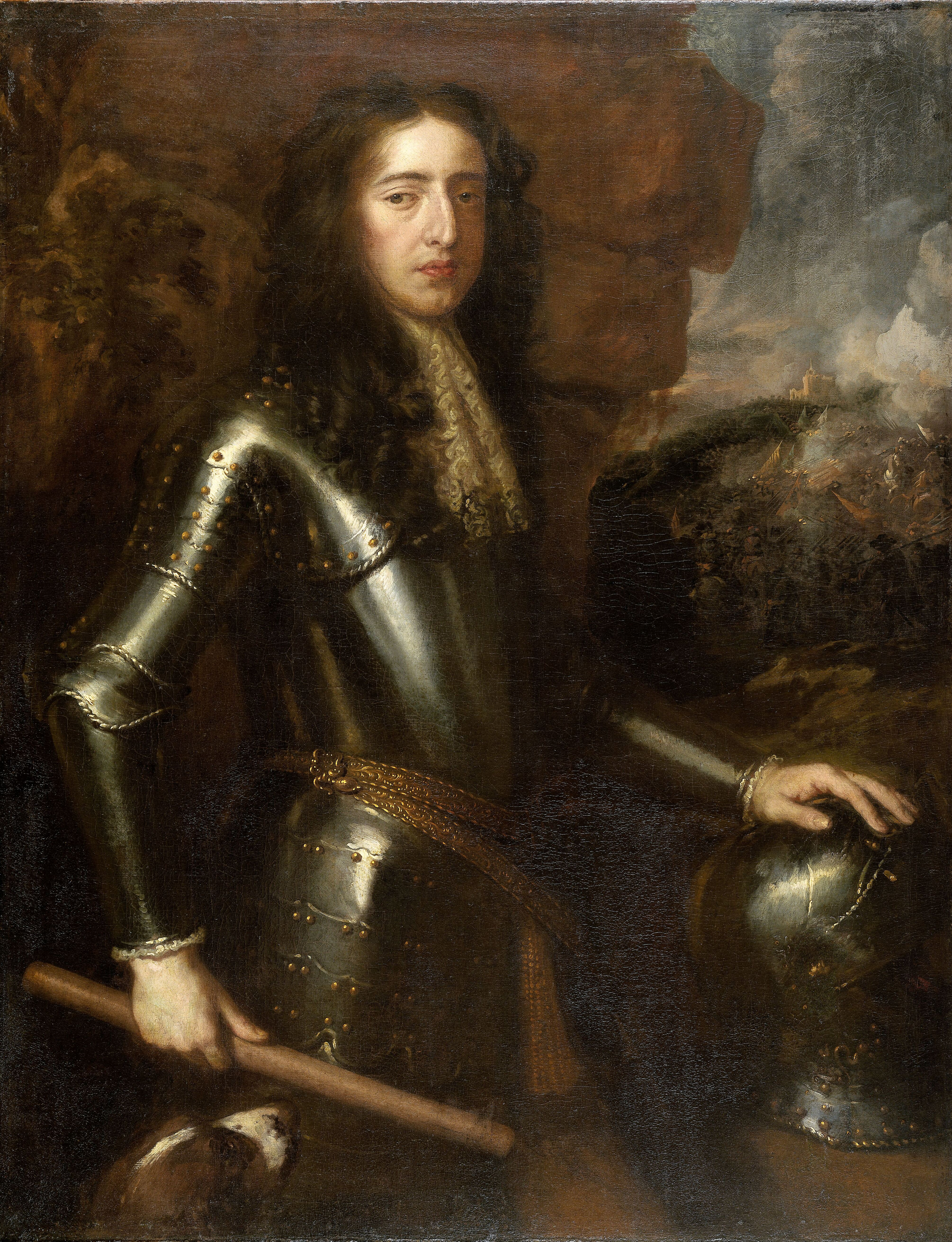
Wilhelm III Orański

Armia Wilhelma Orańskiego nad rzeką Boyne liczyła 36 000 ludzi. Składające się na nią oddziały pochodziły z wielu krajów. Siły dowodzone przez Schomberga (20 000 ludzi) były w Irlandii już od 1689 roku. Wilhelm przybył w czerwcu 1690 z 16 000 ludzi. Wojska Wilhelma były ogólnie lepiej wyszkolone i wyekwipowane niż wojska Jakuba. Najlepsze oddziały piechoty pochodziły z Danii i Holandii. Byli to zawodowi żołnierze uzbrojeni w najnowsze wówczas muszkiety skałkowe. Były obecne także kontyngenty francuskich hugenotów. Wilhelm nie ufał zanadto brytyjskim wojskom (poza tymi pochodzącymi z Ulsteru). Angielskie i szkockie oddziały były politycznie niepewne, gdyż Jakub jeszcze przed rokiem był ich legalnym monarchą. Poza tym oddziały te były niedoświadczone, gdyż składały się w większości ze świeżego rekruta. Jakobici liczyli 23 500 ludzi. Wśród nich były regimenty piechoty francuskiej (łącznie 6 000 żołnierzy), ale większość stanowili Irlandczycy. Irlandzka kawaleria, złożona ze szlachty pozbawionej własności, w bitwie nad Boyne udowodniła swą wysoką wartość bojową. Jednak irlandzka piechota, złożona w większości z wieśniaków zmuszonych do służby i szkolonych w pośpiechu, nie przedstawiała wielkiej wartości. Większość z nich nie potrafiła nawet posługiwać się muszkietem. Jedyna broń biała, jaką posiadali, wywodziła się z prac rolnych, a były to głównie kosy. Do tego piechota Jakobitów posiadała muszkiety starego typu.

## Bitwa

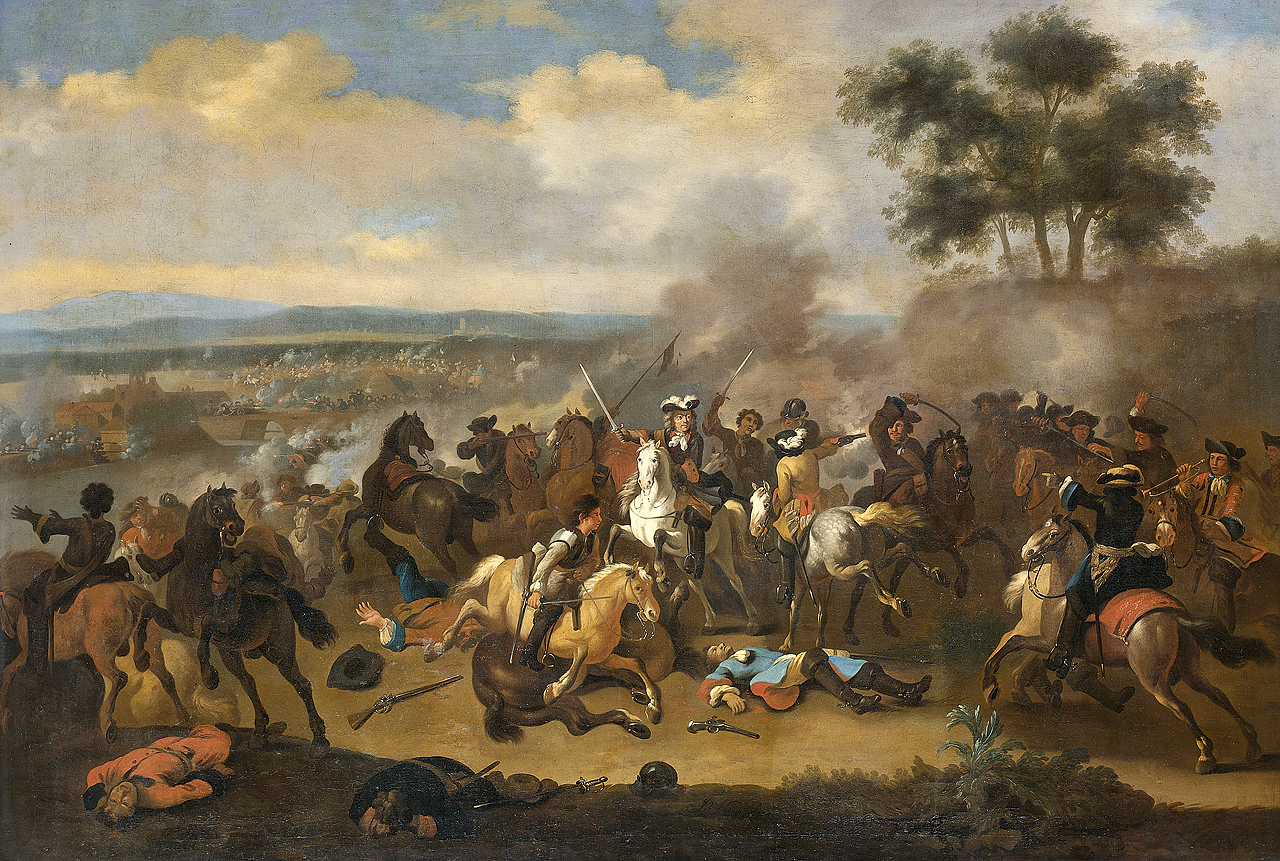
Bitwa na obrazie Jana van Huchtenburga

Wilhelm Orański wylądował w Carrickfergus w Ulsterze 25 czerwca 1690 i rozpoczął marsz na Dublin. Jakobici, nie chcąc dopuścić do utraty głównego miasta Irlandii, postanowili zagrodzić mu drogę. Jakub II na miejsce obrony wybrał rzekę Boyne, oddaloną o około 50 km od Dublina. Wilhelm Orański dotarł nad Boyne 10 lipca. Na dzień przed bitwą Wilhelm omal nie zginął, raniony przez artylerię Jakobitów podczas rekonesansu, mającego na celu odkrycie dogodnych brodów dla przerzucenia armii na drugi brzeg rzeki. Sama bitwa odbyła się 11 lipca za brodem rzeki Boyne koło Oldbridge, w pobliżu Droghedy. Wilhelm Orański wysłał około 1/4 swych sił, by przeprawiły się w miejscu zwanym Roughgrange, blisko Slane, około 10 km od Oldbridge. Wojska te poprowadził książę Schomberg. Próbowali go powstrzymać irlandzcy dragoni, jednak bez powodzenia. Jakub wpadł w panikę, gdy dostrzegł, że może zostać oskrzydlony i posłał połowę swych sił z większością artylerii, by przeciwstawić się temu zagrożeniu. Żadna ze stron nie zdawała sobie sprawy, że w pobliżu Roughgrange znajdował się głęboki wąwóz, tak że siły mogły się minąć nie wchodząc we wzajemny kontakt. Część wojsk Wilhelma wykonała długi, obchodzący marsz, docierając na pole bitwy późnym dniem, niemal odcinając odwrót wojskom Jakobitów w wiosce Naul. Przy głównym brodzie w Oldbridge piechota Wilhelma, prowadzona przez elitarną holenderską Niebieską Gwardię, przedarła się na drugi brzeg rzeki dzięki potężnej sile ognia swych znakomitych muszkietów, zmuszając piechotę nieprzyjaciela do odwrotu. Zostali jednak przyparci do muru przez kontratak irlandzkiej kawalerii. Zabezpieczywszy wieś Oldbridge, część piechoty Wilhelma Orańskiego regularnymi salwami potrafiła skutecznie powstrzymać irlandzką kawalerię. Inni jednak zostali zepchnięci do rzeki. W tej fazie bitwy zginęli książę Frédéric-Armand de Schomberg oraz George Walker. Wojska Wilhelma nie były zdolne do ponownego natarcia aż do momentu, gdy ich kawaleria przekroczyła rzekę, odciągając jazdę irlandzką. Jazda Wilhelma została mocno poszarpana przez znakomitą kawalerię irlandzką, zdołała jednak związać przeciwnika na tyle długo, by piechota Wilhelma mogła ponownie przeprawić się przez rzekę. Irlandzka kawaleria wycofała się i przegrupowała koło Donore, gdzie ponownie stawiła silny opór. Jakobici wycofali się w dobrym porządku. Wilhelm miał okazję przycisnąć przeciwnika podczas przeprawy przez rzekę Nanny pod Duleek, lecz został powstrzymany przez tylną straż Jakobitów. Bitwa zakończyła się zwycięstwem armii Wilhelma Orańskiego.

## Po bitwie

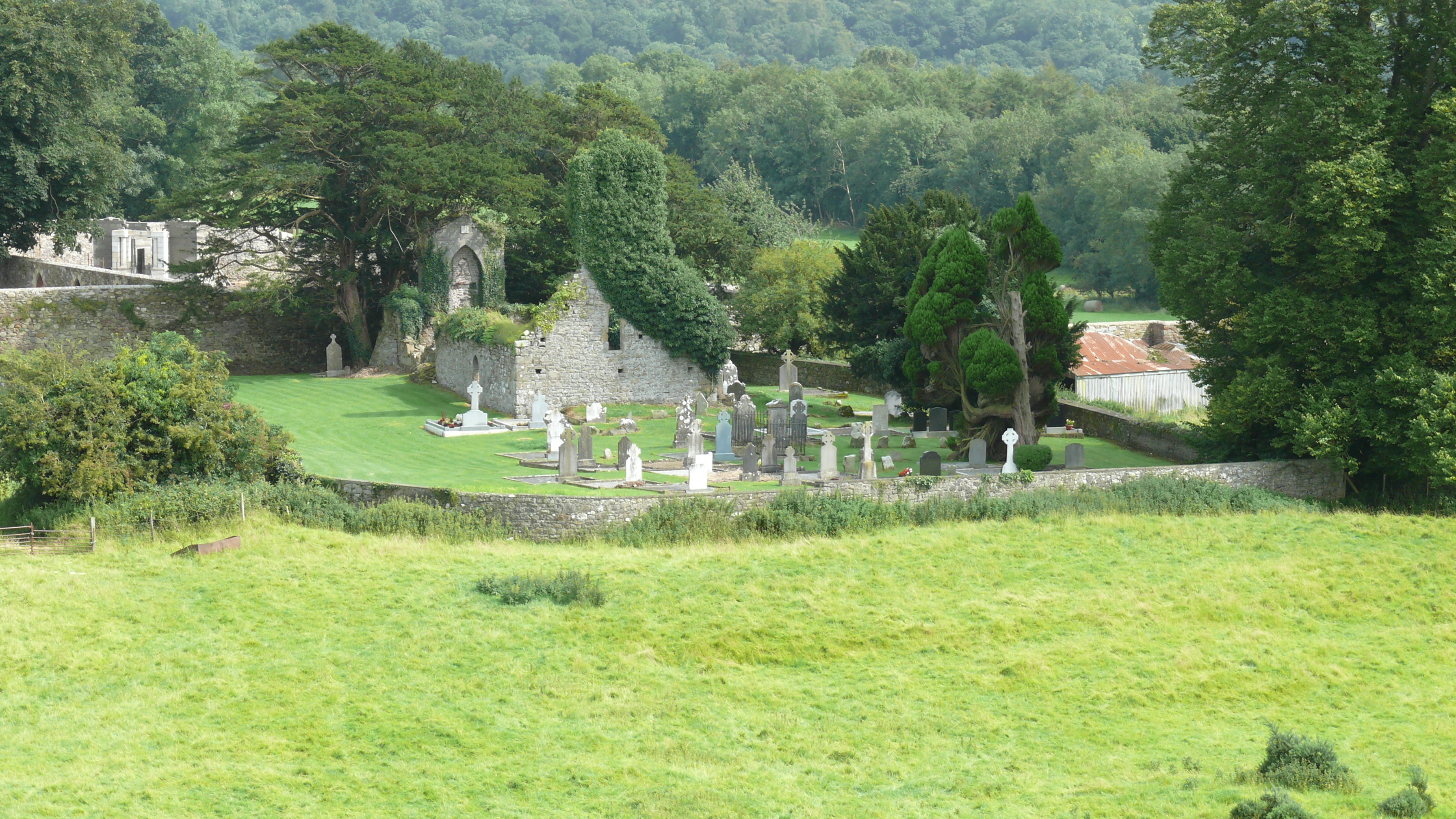
Cmentarz – pomnik w miejscu bitwy

Jak na bitwę o takiej skali liczba ofiar była stosunkowo niewielka. Na 60 000 ludzi biorących udział w walce zginęło 2 250, z czego 1 500 to Jakobici. Po stronie Wilhelma Orańskiego zginął słynny wódz Frédéric-Armand de Schomberg.
Pobita armia Jakobitów była mocno zdemoralizowana, znaczna część irlandzkiej piechoty zdezerterowała. Dwa dni po bitwie wojska Wilhelma Orańskiego triumfalnie wkroczyły do Dublina. Armia Jakobitów odeszła do Limerick, za rzekę Shannon. Tam została otoczona przez wojska Wilhelma Orańskiego. Zanim do tego doszło, Jakub zbiegł do Francji, pomimo że jego siły w Irlandii wciąż były znaczące. Otoczone wojska Jakobitów walczyły zacięcie aż do 1691, kiedy to zawarty został tzw. traktat w Limerick.
Bitwa ta jest świętowana do dziś przez irlandzkich radykalnych protestantów – oranżystów. Z okazji dorocznej celebracji boyeńskiej wiktorii wyprawiane są liczne manifestacje oranżystów, odbierane przez katolików jako manifestacja siły. Argumentem, który uznają za podbudowę do takiej interpretacji, są skojarzenia z pochodami tryumfujących wojsk. Często powodują one zamieszki między robotniczymi środowiskami katolików (w Belfaście – np. dzielnica Falls Road) i protestantów (w Belfaście np. dzielnica Shankill).
W westybulu zamku Malahide, będącego historyczną siedzibą rodu Talbotów, znajduje się upamiętniające bitwę sporych rozmiarów malowidło Jana Wycka.